# Logika rozmyta
Logika rozmyta (ang. fuzzy logic) – jedna z logik wielowartościowych, stanowi uogólnienie klasycznej dwuwartościowej logiki. Została zaproponowana przez Lotfi Zadeha, jest ściśle powiązana z jego teorią zbiorów rozmytych. W logice rozmytej między stanem 0 (fałsz) a stanem 1 (prawda) rozciąga się szereg wartości pośrednich, które określają stopień przynależności elementu do zbioru.
Logika rozmyta okazała się bardzo przydatna w zastosowaniach inżynierskich, gdzie klasyczna logika klasyfikująca jedynie według kryterium prawda/fałsz nie potrafi skutecznie poradzić sobie z wieloma niejednoznacznościami i sprzecznościami. Znajduje wiele zastosowań, między innymi w elektronicznych systemach sterowania (maszynami, pojazdami i automatami), zadaniach eksploracji danych czy też w budowie systemów ekspertowych.
Metody logiki rozmytej wraz z algorytmami ewolucyjnymi i sieciami neuronowymi stanowią nowoczesne narzędzia do budowy inteligentnych systemów mających zdolności uogólniania wiedzy. 

Zaznaczonej czarną pionową linią temperaturze można przypisać jednocześnie wartości, które można zinterpretować jako: dość zimna, ledwo ciepła i jeszcze nie gorąca. Takie podejście pozwala przykładowo na regulację działania układów hamulcowych.